# Drepananthus
Drepananthus là chi thực vật có hoa trong họ Annonaceae.

## Lịch sử phân loại
Tên chi Cyathocalyx do Hooker và Thomson công bố năm 1855 cho loài được mô tả mới là C. zeylanicus. Các tác giả này sau đó công bố một tên gọi mới cho một chi khác là Drepananthus Maingay ex Hook. f. & Thomson, 1872 đối với 2 loài mới mô tả là D. ramuliﬂorus Maingay ex Hook. f. & Thomson, 1872 và D. pruniferus Maingay ex Hook. f. & Thomson, 1872. Các tác giả phân biệt hai chi chủ yếu dựa vào số lá noãn của mỗi hoa (đơn độc ở Cyathocalyx và 4–12 ở Drepananthus). Sau đó, năm 1885 Scheffer đề xuất hợp nhất hai chi này, mặc dù ông chấp nhận sự khác biệt giữa hai đơn vị phân loại này bằng việc công nhận chúng là như các tổ (sectio) Drepananthus (Maingay ex Hook. f. & Thomson) Scheff. và Cyathocalyx (như là "Eucyathocalyx"). Các tác giả sau này hoặc là công nhận hai chi riêng biệt hoặc là hiểu Cyathocalyx theo nghĩa rộng.

## Phân bố
Quần đảo Bismarck, Borneo, Fiji, Malaysia bán đảo, New Guinea, Philippines, quần đảo Solomon, Sulawesi, Sumatra, Việt Nam.

## Các loài
- Drepananthus acuminatus (C.B.Rob.) Survesw. & R.M.K.Saunders, 2010
- Drepananthus angustipetalus (R.J.Wang & R.M.K.Saunders) Survesw. & R.M.K.Saunders, 2010
- Drepananthus apoensis Elmer, 1913
- Drepananthus biovulatus (Boerl.) Survesw. & R.M.K.Saunders, 2010
- Drepananthus carinatus Ridl., 1922
- Drepananthus cauliflorus (K.Schum. & Lauterb.) Survesw. & R.M.K.Saunders, 2010
- Drepananthus crassipetalus (R.J.Wang & R.M.K.Saunders) Survesw. & R.M.K.Saunders, 2010
- Drepananthus deltoideus (Airy Shaw) Survesw. & R.M.K.Saunders, 2010
- Drepananthus filiformis (Jovet-Ast) Survesw. & R.M.K.Saunders, 2010 - Liên tràng hình chỉ, bát đài như chỉ.
- Drepananthus havilandii (Boerl.) Survesw. & R.M.K.Saunders, 2010
- Drepananthus hexagynus (Miq.) Survesw. & R.M.K.Saunders, 2010
- Drepananthus kingii (Boerl. ex Koord.-Schum.) Survesw. & R.M.K.Saunders, 2010
- Drepananthus lucidus (Diels) Survesw. & R.M.K.Saunders, 2010
- Drepananthus magnificus (Diels) Survesw. & R.M.K.Saunders, 2010
- Drepananthus minahassae (Koord.) Survesw. & R.M.K.Saunders, 2010
- Drepananthus novoguineensis (Baker f.) I.M.Turner & Utteridge, 2017[5]
- Drepananthus obtusifolius (Becc. & Scheff.) Survesw. & R.M.K.Saunders, 2010
- Drepananthus olivaceus (King) Survesw. & R.M.K.Saunders, 2010
- Drepananthus pahangensis M.R.Hend., 1927
- Drepananthus petiolatus (Diels) Survesw. & R.M.K.Saunders, 2010
- Drepananthus polycarpus (C.T.White & W.D.Francis) Survesw. & R.M.K.Saunders, 2010
- Drepananthus pruniferus Maingay ex Hook.f. & Thomson, 1872
- Drepananthus pubescens (Scheff.) Survesw. & R.M.K.Saunders, 2010
- Drepananthus ramuliflorus Maingay ex Hook.f. & Thomson, 1872
- Drepananthus ridleyi (King) Survesw. & R.M.K.Saunders, 2010
- Drepananthus samarensis (R.J.Wang & R.M.K.Saunders) Survesw. & R.M.K.Saunders, 2010
- Drepananthus vitiensis (A.C.Sm.) Survesw. & R.M.K.Saunders, 2010